# Hrošč (računalništvo)
Hrôšč (angleško bug [bág]) je napaka v računalniškem programu. To je lahko napaka v logični zgradbi programa ali skladenjska napaka, na primer napačno črkovanje. Nekateri hrošči povzročijo takojšnje sesutje programa, drugi pa ostanejo prikriti in težave povzročajo le, ko se zgodi določena kombinacija dogodkov. Proces iskanja in odstranjevanja napak iz programa se imenuje razhroščevanje (debugging). Medijsko najbolj odmeven je bil tako imenovani hrošč tisočletja, ki se je pojavil ob prehodu z 31. decembra 1999 na 1. januar 2000.